# يوشيهارو آبي
يوشيهارو آبي (باليابانية: 阿部義晴؛ بالكانا: あべ よしはる) هو موسيقي ومنتج أسطوانات وملحن ياباني، ولد في 30 يوليو 1966 في ياماغاتا في اليابان.

## وصلات خارجية
- الموقع الرسمي
- يوشيهارو آبي على موقع ميوزك برينز (الإنجليزية)
- يوشيهارو آبي على موقع ديسكوغز (الإنجليزية)